# Purpuricenus graecus
Purpuricenus graecus là một loài bọ cánh cứng trong họ Cerambycidae.